# El último boy scout
El último boy scout (título original: The Last Boy Scout) es una película estadounidense de 1991, dirigida por Tony Scott. Fue protagonizada por Bruce Willis y Damon Wayans en los papeles principales.

## Argumento
Joe Hallenbeck es un detective privado en horas bajas. Había sido uno de los más importantes agentes del servicio secreto estadounidense durante el mandato de Jimmy Carter, pero su carrera terminó al golpear a un senador llamado Calvin Baynard, que estaba maltratando a una chica. Jimmy Dix, una gran estrella del fútbol americano, cae en desgracia al verse involucrado en un supuesto escándalo, pero cuando todo un grupo de asesinos persiguen a su novia, de la cual Joe como detective privado tenía que cuidar en solitario, él se unirá a Joe para aclarar lo ocurrido. 
Las pistas que encuentran durante su investigación, llevarán a ambos a toda una trama criminal que amaña las apuestas deportivas y que quiere legalizar las apuestas ilegales sobornando para ello a un comité senatorial responsable del asunto con la esperanza de tener así ganancias en valor de miles de millones de dólares. También descubren, que el líder de todo ello, Sheldon Marcone, un hombre muy importante en el mundo del futbol americano, quiere asesinar con una bomba al senador, que destruyó la carrera de Joe, por ser el único en no querer dejarse sobornar al respecto, ya que recibió de Marcone, en su opinión, un soborno demasiado bajo y en vez de ello quiere extorsionarlo al respecto para tener así más dinero para sí. También quiere incriminar a Joe al respecto para salirse con la suya. Para ello quiere recambiar la maleta con el extorsionado dinero en la cantidad de 6.000.000 de dólares por una maleta idéntica con la bomba y luego hacer creer a todos después del asesinato, que fue Joe el que lo hizo en venganza por haber destruido su carrera.  
Una lucha por sus vidas y contra el tiempo empieza. Durante esa lucha descubren que la novia de Dix sabía de la conspiración para sobornar al comité. Quiso chantajear a Marcone para que vuelva a rehabilitar a Dix en el mundo del fútbol americano y por ello él la hizo asesinar. Finalmente ambos consiguen detener el intento de asesinato y sacar todo a la luz teniendo que matar a varios cómplices de Marcone para ello. 
Marcone consigue evadir la justicia, pero coge por el camino sin darse cuenta la maleta con la bomba pensando que era la maleta con el dinero de la extorsión, que luego detona con él en su casa cuando abre la maleta como parte de sus preparaciones para huir a largo plazo. La maleta con el dinero es incautada y Baynard está acabado por lo que hizo. Al día siguiente Hallenbeck, que ha podido dejar todo atrás gracias a los acontecimientos, ofrece a Dix ser colega suyo en su trabajo y Dix, que también ha podido dejar atrás su pasado gracias a lo que ocurrió, acepta.

## Reparto
- Bruce Willis - Joseph Cornelius Hallenbeck
- Damon Wayans - James Alexander "Jimmy" "Danger" Dix
- Noble Willingham - Sheldon Marcone
- Chelsea Field - Sarah Hallenbeck
- Taylor Negron - Milo
- Danielle Harris - Darian Hallenbeck
- Halle Berry - Cory
- Bruce McGill - Mike Matthews
- Badja Djola - Alley Thug
- Kim Coates - Chet
- Chelcie Ross - Senador Calvin Baynard
- Joe Santos - Bessalo
- Clarence Felder - McCoskey
- Tony Longo - Big Ray Walston
- Frank Collison - Pablo
- Eddie Griffin - DJ

## Producción

### Guion
Shane Black, que hizo el guion de esta película, ya alcanzó mucha fama con sus anteriores guiones antes de vender este. Por ello el guion de Shane Black de esta película fue muy ansiado, lo que causó que finalmente fuese vendido por 1,75 millones de dólares a los productores de esta película estableciendo así un récord temporal al respecto.

### Rodaje
La película se rodó en noventa días entre marzo y junio de 1991. Se rodó totalmente en California, sobre todo en Los Ángeles. También se filmó en Long Beach y San Diego.  Fue un rodaje muy problemático. El productor Joel Silver se alió con Bruce Willis para tomar el control de la producción y obligar al guionista Shane Black y al director Tony Scott a cambiar el guion y rodar nuevas escenas. Silver ha mencionado que fue una experiencia horrible. Scott tampoco quedó contento y en su siguiente  película, True Romance, hace un trasunto de Silver en el cocainomano Lee Donowitz. Scott dijo de Silver; “Está pirado.” También le comparó con un pasajero de avión que “en cuanto nota una pequeña turbulencia va a la cabina para quitarle el puesto al piloto.”[cita requerida]
El segundo director James Skotchdopole dijo que los problemas vinieron de “una excesiva abundancia de machos alfa en el rodaje”. El guionista Shane Black se quejó de que “me obligaron a reescribir continuamente. Había una tremenda presión del estudio para que esta fuese una continuación del éxito de Die Hard.” Por otra parte, los actores Willis y Damon Wayans odiaban trabajar juntos. El compositor Michael Kamen pensaba que la película era una porquería y solo aceptó hacerse cargo de la banda sonora por su amistad con Willis y Silver.

### Posproducción
El montaje original era tan desastroso y los test de audiencia tan malos que tuvieron que pagar al veterano editor Stuart Baird para que lo reeditase. Baird ya había sacado las castañas del fuego a Warner Bros. en otras ocasiones, como en Tango & Cash. No fue hasta que Stuart Baird terminó su trabajo cuando la película se convirtió en algo mínimamente coherente.
Cabe también destacar, que adicionalmente se eliminaron las imágenes más violentas de la película. Por eso, en algunas escenas con cadáveres, se notan cortes excesivamente rápidos de la cámara.

## Comentarios
La película fue clasificada como una de las que más repetían la palabra fuck ("joder"). Concretamente 102 veces, tanto en infinitivo como en sus formas derivadas (por ejemplo fucking). Por su contenido en lenguaje vulgar, así como sus escenas de violencia y sexo, fue calificada como "moralmente ofensiva" por varias asociaciones religiosas.

## Recepción
La película no recaudó tanto como se esperaba teniendo en cuenta su reparto estelar y el precio record pagado por el guion de Shane Black (USD 1,75 millones). Su recaudación fue de 59,5 millones de dólares en Estados Unidos y 55 millones en el resto del mundo. Como consecuencia tuvo una recaudación total de 114,5 millones de dólares en el cine. Aun así, aunque no fue un gran éxito comercial, ayudó a Bruce Willis a recobrarse del desastre de Hudson Hawk y fue posteriormente un título muy popular en los videoclubs. Finalmente, con el tiempo, se convirtió incluso en una película de culto.
Roger Ebert le dio tres estrellas y dijo que era "un buen ejemplo de duro, cínico, corrupto y misógino thriller de acción". Muchos criticaron que una película tan violenta se estrenase en fechas navideñas.